# ポール・グライス
ポール・グライス（Herbert Paul Grice 1913年 - 1988年）はイギリス出身の哲学者・言語学者。オックスフォード大学を経て1967年からカリフォルニア大学バークレー校教授を務めた。言語哲学の分野で大きな影響を与え、特に言外の含み（implicature）と文字通りの意味（what is said）との関係を明らかにした「含みの理論」、及び「意味する」ということを話者の意図という概念によって分析した「意図基盤意味論（intention-based semantics）」で知られる。言語に関わる業績は1989年の著書Studies in the Way of Wordsにまとめられている。他方で、理性という概念の分析、価値の形而上学的基礎付けといったテーマにも関心を持っており、それぞれAspects of Reason、the Conception of Valueにまとめられている。

## 日常言語学派との関係
グライスはJ. L. オースティンの弟分にあたり、いわゆる日常言語学派を担う哲学者のひとりと見なされる。
だが、グライスは日常言語学派の方法論に強くコミットしながらも（`Postwar Oxford Philosophy', 1958, in Grice (1989)）、同時に日常言語学派に対する内部からの批判者であったとも考えられる(`Prolegomena', 1967, in Grice (1989))。
というのも、グライスは日常言語学派の方法論に基づいた概念分析をよしとしながらも、オースティンらにおけるその方法論の不明確さも認め、そうした不明確さの除去を目指して含みの理論を打ち出している。
日常言語学派に対するグライスの批判点は、次のようにまとめられる。
日常言語学派の哲学者たちは、語が持つ意味論的な内容と、その語の発話を含む発話が持つ語用論的な内容を区別していない（ただし、グライス
自身は「語用論」という用語を使ってはいない）。
だが、概念分析にあたっては、語が持つ意味論的な内容のみに考察を集中させるべきだ。グライスはこのように考える。
そして、日常言語学派の方法論には、意味論的内容と語用論的内容を区別するシステムが欠けている。
それを補う理論として、含みの理論が提出されることになる。

## 含みの理論
発話された表現が字義的に持つ内容から、その発話が持つ含みが計算される仕組みを体系的に記述しようとした理論。
もともとは知覚の因果説の擁護のために提出された（`the Causal Theory of Perception', 1961, in Grice (1989)）。
`Logic and Conversation'(1975, in Grice (1989))などで大きく扱われている。
例えば、ガソリンが切れて困っているひとに、あるひとAが「あっちにガソリンスタンドがあるよ」と言ったとしよう。
この場合、Aは単にあっちにガソリンスタンドがあるということだけでなく、そのガソリンスタンドが開いている、そのガソリンスタンドにはガソリンがあるといったことも伝えようとしていると言える。こうした文字通りの内容を超えた言外の内容を、グライスは「会話の含み（conversational implicature）」と呼ぶ。
含みの理論では、「協調原理」（cooperative principle）と、それに従属する四つの格率が措定される。
協調原理参加している会話で受容されている目的や方向が、その段階で求めていることに従って、発話を行え。
会話の格率
- 量（Quantity）
  - 求められているだけの情報を持つ発話をせよ。
  - 求められている以上に情報を持つ発話をするな。
- 質（Quality）
  - 偽であると信じていることを言うな。
  - 十分な証拠を欠いていることを言うな。
- 関係（Relation）　関連性を持て。
- 様態（Manner）
  - 曖昧な表現を避けよ。
  - 多義的になることを避けよ。
  - 簡潔たれ。
  - 順序立てよ。

四つの格率を守ることが、結果的に協調原理に従うこととなる。
だが、実際の会話ではしばしば格率が破られる。しかし多くの場合、話者が協調原理に従っていないとは見なされない。
こうしたズレが、会話の含みを生じさせると考えられている。
先の例で言うと、話者はガソリンのありかを伝えていないのだから、量の格率を破っている。
けれど協調原理を破っていると考える根拠はない（少なくとも何かを教えようとしているのだから）。
それゆえ、聞き手は「話者は含みのレベルで量の格率を満たしているのだ」と考える。
つまり、話者は文字通りには量の格率を破っているのだが、ガソリンが問題のガソリンスタンドにあるといったことを言外の含みとすることで、
協調原理を満たしているのだとされる。
一般に、会話の含みとは、話者が協調原理に（少なくとも含みのレベルで）従っているという想定を維持するために必要となる一群の仮定のことだと定義される。
またグライスは、会話の含みのほかに、「慣習的含み（conventional implicature）」という概念も導入している。
これは、語がそれ自体で持つ内容でありながら、真理条件的意味を超えて表される内容を指す。
例えば、「あいつは金持ちだけど、いいやつだよ」という発話からは、金持ちであることといいやつであることが対比的に語られているように思われる。だが、この発話は真理条件的には「あいつは金持ちで、いいやつだ」と変わらない。
そこで、ここであえて逆接を用いて表現されている対比は慣習的含みだとされる。
会話の含みでも、慣習的含みでもない内容（結果的に、真理条件的内容）は「言われていること（what is said）」と呼ばれる。

## 意図基盤意味論
この表現自体はグライス自身のものではない。
グライスは日常言語学派の方法論（日常的な語の用いられ方をもとに概念を分析する）を「意味」という概念に用いて、その分析を試みた。
論文`Meaning'(1957, in Grice (1989))などでなされている。
グライスによる意味の分析は、大きく三つの段階に分かれる。
第一に、「自然的意味（natural meaning）」と「非自然的意味（nonnatural meaning）」の区別。
第二に、非自然的意味のなかで中枢と見なされる「話者の意味（speaker's meaning、発話者の意味、場面意味occasion meaningなどとも呼ばれる）」の定義。
第三に、話者の意味をもとにした、「無時間的意味（timeless meaning）」の定義。

### 自然的意味と非自然的意味
「この斑点は麻疹を意味する」のような事例で、「意味する」は自然的に用いられているとグライスは言う。
他方で、「あのベルの音はバスが満員だということを意味する」の場合は非自然的だとされる。
これらを区別するのに重要となる特徴はいくつかあるが、事実性と括弧の使用可能性がわかりやすい。
例えば「この斑点は麻疹を意味するが、実際にはこのひとは麻疹ではなかった」というような発話が可能になる事態というのは、想像しがたい。
というのも、斑点が麻疹を意味しているなら、それはまさに問題のひとが麻疹を発症しているということにほかならず、それが「間違い」だということは考えにくいからだ。
他方で、「あのベルの音はバスが満員だということを意味するが、実際にはバスは満員ではなかった」と言うことには問題がない。
ベルを鳴らす係のひとが勘違いしたり、嘘をついていたりしていたのかもしれないからだ。
また、「この斑点は『麻疹』を意味する」は不自然だ。他方で、「あのベルの音は『バスが満員だ』を意味する」は極めて自然だ。
結局のところ、このふたつの意味の区別は自然の因果性が関与する事例と、何かしら慣習的な事例との区別におおよそ対応する。
グライスはこのように意味の事例を分けたうえで、自らの研究対象を非自然的意味に限定する。
当然のことながら、言語的意味などは非自然的意味の事例に含まれる。

### 話者の意味
非自然的意味のなかでもっとも重要なものが、話者の意味だ。
話者の意味とは、話者が発話場面において意味することとされる（`Utterer's Meaning and Intention'(1969, in Grice (1989))では、より細かな分類や解説が与えられている）。
グライスは、話者の意味を「話者の意図」という概念を用いて定義できると考える。
具体的には次のようになる。
「話者Sはxを発話することで何事かを意味した」
=df. 「Sは次のことを意図してxを発話した
(1)聞き手に一定の反応rを生じさせること
(2)Sが(1)を意図していると聞き手が思う（気づく）こと
(3)(2)の意図が満たされることによって、(1)の意図が満たされること」
この定義をもとに、さらに意味の内容の特定、反例への対処などを加えていき、話者の意味の定義が与えられていく
（最終的にはかなり複雑なものとなるので、ここでは省略する）。
ちなみにグライスの理論では、「発話」は言語的発話に限られず、身振りなども含まれる。

### 無時間的意味
特定の場面ではなく、すべての場面を通じて発話タイプが持つ意味が「無時間的意味（timeless meaning）」だ。
例えば言語的意味がその一部だ。
グライスによると、「あることを（話者の意味として）意味したいなら、一定の発話タイプを用いるという手続きを身につけている」という仕方で、まず個人言語における無時間的意味が定義される。
そして、そうした個人言語の無時間的意味から帰納的に特定の言語における無時間的意味が定義される。
「言語」と言われてはいるものの、これは通常言われている（統語論を備えた）言語に限られてはいないということに注意が必要だ。
統語論を備えた言語については、手続き同士が特殊な関係を持っているものとして定義される（もっとも、グライスはこの問題にはあまり踏み込まない）。

## 著書
- Studies in the Way of Words. Harvard University Press. (1989) ISBN 0674852702。ペーパーバック版 (1991) ISBN 9780674852716。
  - 清塚邦彦 訳『論理と会話』勁草書房、1998年、ISBN 9784326101214[1]。
  - 顾曰国 訳『言辞用法研究』外语教学与研究出版社〈当代国外语言学与应用语言学文库〉、2002年、ISBN 7560025803[2]。
- the Conception of Value. Oxford University Press. (1991) ISBN 0198244959, 0199243875。
- Aspects of Reason. Oxford University Press. (2001) ISBN 9780199278435。
  - 岡部勉 編訳『理性と価値 後期グライス形而上学論集』勁草書房、2013年、ISBN 9784326102259。[3]
- Meaning = Bedeutung : Englisch/Deutsch Reclam (2020) Universal-Bibliothek Nr. 19584 . Great Papers Philosophie. ISBN 9783150195840[注 1]